# Kowaliwka (Poltawa)
Kowaliwka (ukrainisch Ковалівка; russisch Ковалевка Kowalewka) ist ein Dorf in der ukrainischen Oblast Poltawa mit etwa 2130 Einwohnern.

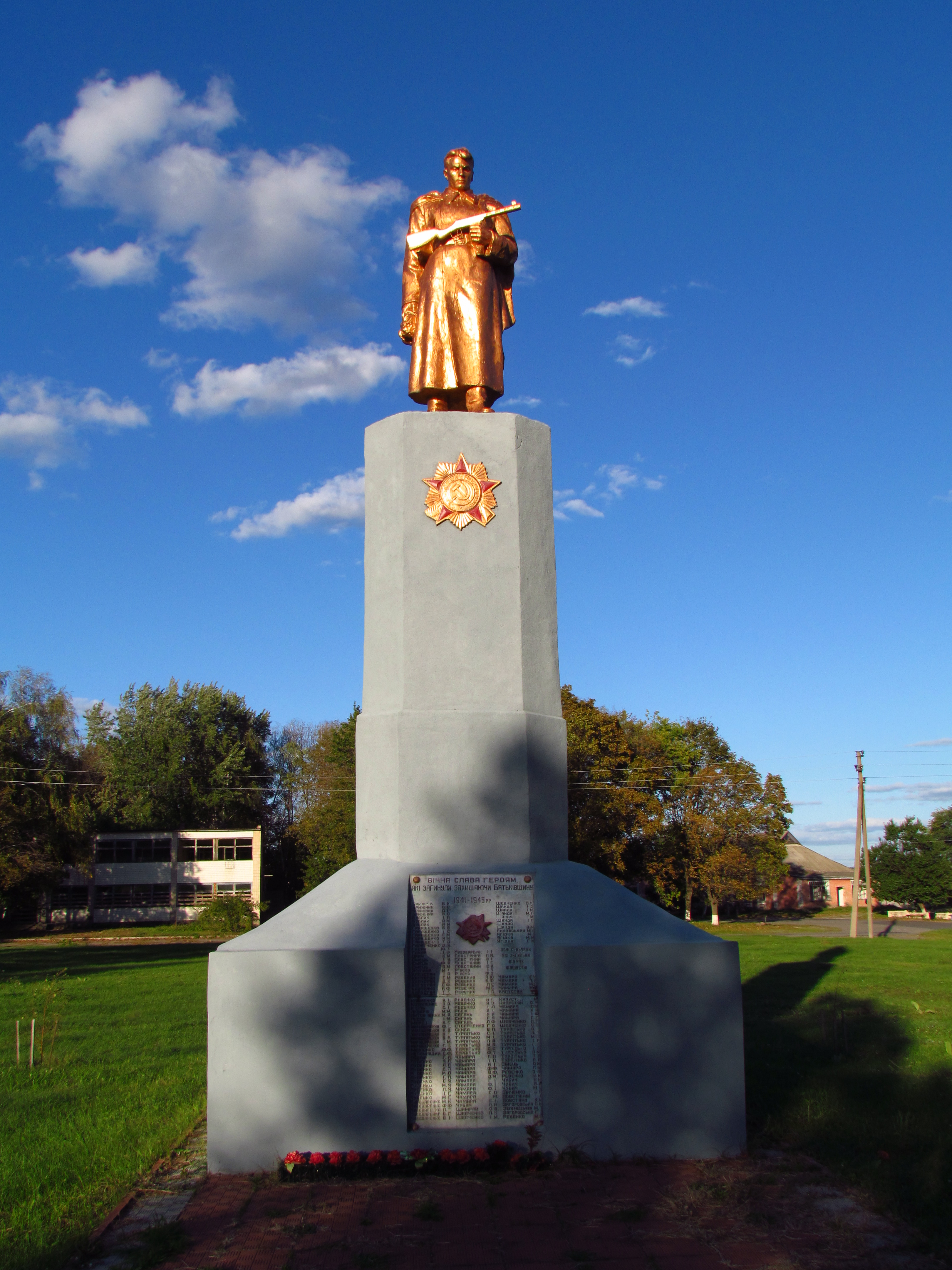
Denkmal im Ort

Das im 17. Jahrhundert gegründete Dorf wurde 1658 von Tataren zerstört, jedoch wieder aufgebaut und am 16. März 1709 von den Schweden erneut niedergebrannt und daran folgend aufgebaut.
Die Ortschaft liegt am rechten Ufer der Kolomak, der 3 km flussabwärts von links in die Worskla mündet. Kowaliwka befindet sich 14 km nordwestlich vom ehemaligen Gemeindezentrum Stepne und 15 km östlich vom Stadtzentrum Poltawas.
Im Süden vom Dorf verläuft die Fernstraße M 03 / E 40.
Am 12. Juni 2020 wurde das Dorf ein Teil der neugegründeten Stadtgemeinde Poltawa, bis dahin war es ab 31. Juli 2017 ein Teil der Landgemeinde Stepne (Степне) bzw. vor 2017 zusammen mit den Dörfern Andruschky (Андрушки), Botschaniwka (Бочанівка), Dawydiwka (Давидівка), Hrabyniwka (Грабинівка), Jischakiwka (Їжаківка), Makuchiwka (Макухівка), Salisnytschne (Залізничне), Saturyne (Затурине), Sosniwka (Соснівка) und Wercholy (Верхоли) die gleichnamige Landratsgemeinde Kowaliwka (Ковалівська сільська рада/Kowaliwska silska rada) im Osten des Rajons Poltawa.